# 1O1O

1O1O品牌標誌

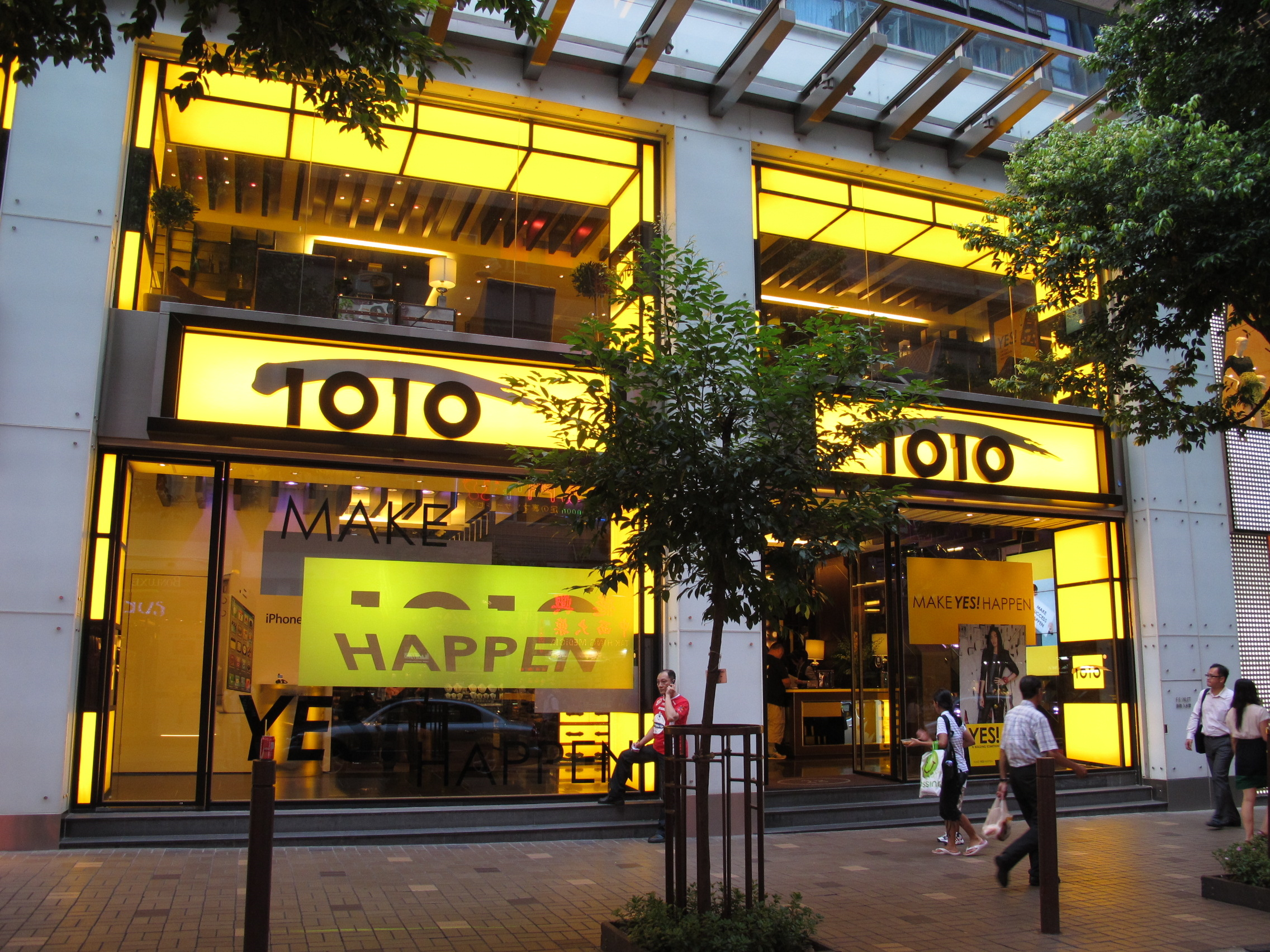
1O1O位於尖沙咀的門市

1O1O（讀作「1010」，中國數字小寫「一零一零」，大寫「壹零壹零」，意指「一千零一十」，大寫「壹仟零壹拾」，阿拉伯數字「1010」）是香港流動通訊有限公司（CSL）旗下於1993年推出的流動電話服務品牌，為香港現存五個流動電話服務供應商之一。主要業務是提供流動通訊服務及銷售手提電話，定位主要為話音通訊，目前主力發展高端客用及商用4G LTE服務，在香港目前共有11間門市，主要設在商業中心區。

## 網絡
有指1O1O在CSL的網絡內被設定為最高優先權，故此1O1O的月費計劃比同樣為CSL旗下的csl.的同類計劃昂貴數十元。

## 4G服務
1O1O於2010年11月在香港推出4G LTE/DC-HSPA+服務供企業客戶使用，供當時的3G流動寬頻及新客戶選用。
2013年9月，CSL宣佈將於2014年提供300Mbps LTE Advanced技術。CSL是使用旗下兩條分別為 1,800MHz 和 2,600MHz LTE 頻譜的 20MHz 頻寬集合而成，惟預計至2014年中才會陸續有手提電話芯片支援此高速網絡。
2013年12月5日，CSL亦宣佈聯同 ZTE（中興）正式啓動 VoLTE 網絡。如同PCCW般，其VoLTE同樣支援eSRVCC（enhanced Single Radio Voice Call Continuity）技術；CSL在記者會上亦示範其技術可以讓用戶在通話中在語音通話與視訊通話之間作即時轉換。CSL預計在 2014 年上半年會有更多的支援 VoLTE 的裝置推出市場。

## WiFi服務
1O1O的4G月費計劃客戶可月費$20享有本地WiFi服務無限任用服務，因為1O1O是租用csl Wi-Fi服務，在香港近20,000個csl WiFi熱點，1O1O客戶必須使用網絡名稱（SSID）“CSL Auto Connect” 自動登入 或 “CSL” 手動登入csl Wi-Fi服務。

## 外部連結
- 1O1O官方網站 （页面存档备份，存于）